# Jekaterina Matlasjova
Jekaterina Matlasjova (russisk: Екатерина Андреевна Матлашова tr. Jekaterina Andrejevna Matlasjova ; født 25. september 1994 i Astrakhan, Rusland) er en kvindelig russisk håndboldspiller som spiller for HK Kuban Krasnodar og Ruslands kvindehåndboldlandshold.
Hun deltog under VM i håndbold 2017 i Tyskland.